# Musée de Finlande centrale
Le Musée de Finlande centrale (finnois : Keski-Suomen museo) est un musée situé à Jyväskylä en Finlande.
Le bâtiment du musée a été conçu par Alvar Aalto.

## Histoire
Le musée d'histoire culturelle est un musée régional et municipal.
Il assure aussi des actions de recherche, de préservation et d'enseignement.
Le musée gère aussi d'autres lieux comme la maison des artistes de Heiska, le musée Pienmäki à Hankasalmi, le musée de l'artisanat de Finlande centrale, le musée du lycée de Jyväskylä, le musée de l'artisanat de Niitynpää à Vaajakoski et en coopération l'ancienne cour de Toivola (fi). 
Le musée est aussi responsable de la chapelle funéraire de Carl Christian Rosenbröijer (fi) est de l'atelier de bateaux de Nojosniemi.

## Architecture et collections

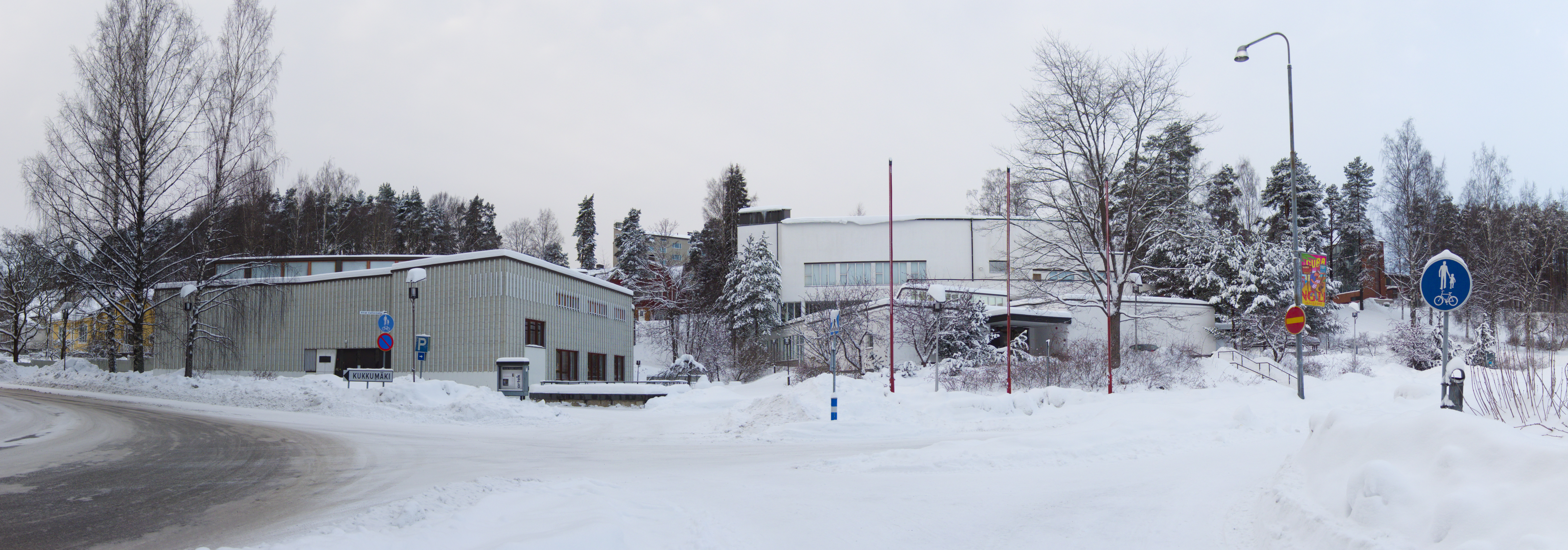
L'Alvar Aalto Museum et le Musée de Finlande centrale à Jyväskylä, Finlande.

Le bâtiment du musée est en soi une raison de visite.
Cet édifice conçu par Alvar Aalto et construit en 1961 est situé rue Alvar Aalto dans le parc Ruusupuisto à Älylä.
Les collections permanentes sont l’exposition Jyväskylä et l'exposition de Finlande centrale.
Le musée est voisin du Musée Alvar Aalto.